# Бандаж (медицина)
Ортопеди́ческий банда́ж — медицинский эластичный пояс со стяжками, пелотами и застёжками, который используется для коррекции участка тела после операции, поддержания органов брюшной полости и малого таза при их опущении, для фиксации брюшной полости после операций и предупреждения растяжения брюшной стенки во время беременности.

## Типы бандажей
Выделяют четыре основных типа бандажей: грыжевые, послеоперационные, дородовые, тазовые бандажи.

### Грыжевые бандажи
Грыжевые бандажи для детей и взрослых применяются для предотвращения выхождения внутренних органов из брюшной полости через грыжевые ворота, а также при опущении органов малого таза у женщин.

### Послеоперационные бандажи
Послеоперационные бандажи применяются для фиксации брюшной полости и грудной клетки после травм и операций для уменьшения болевого синдрома, ускорения заживления послеоперационной раны и предупреждения образования послеоперационной грыжи.

### Дородовые бандажи
Дородовые бандажи поддерживают живот, разгружают поясничный отдел позвоночника, снимают боль в спине и предотвращают появление растяжек кожи во время беременности. Комбинированный бандажи для беременных можно использовать и после родов для ускорения процесса сокращения матки, повышения тонуса мышц и кожи.

### Послеродовые бандажи
Сразу после родов передняя стенка живота остается растянутой, так же, как и матка. Поэтому задача послеродовых бандажей – способствовать лучшему сокращению матки, возвращению внутренних органов на привычные места. Ну и конечно, они помогают подтянуться животу за счёт компрессии, необходимой для восстановления фигуры. Чаще всего послеродовой бандаж выглядит как корсет. У него широкий плотный пояс, создающий необходимое давление на живот, иногда степень утяжки регулируется при помощи боковых фиксаторов на липучках.

### Тазовые бандажи
Тазовые бандажи применяются при расхождении тазовых костей на поздних сроках беременности и после травм. Поддерживают суставы и помогают уменьшить боль.